# Ribera d'Ebre
La Ribera d'Ebre (traducibile con "Riviera dell'Ebro"; in spagnolo Ribera de Ebro) è una delle 41 comarche della Catalogna, con una popolazione di 22 925 abitanti; suo capoluogo è Móra d'Ebre.
Amministrativamente fa parte della provincia di Tarragona, che comprende 10 comarche.

## Municipi
| città                   | superficie | popolazione | densità |
| ----------------------- | ---------- | ----------- | ------- |
| Ascó                    |            | 1.601       |         |
| Benissanet              |            | 1.169       |         |
| Flix                    |            | 4.029       |         |
| Garcia                  |            | 498         |         |
| Ginestar                |            | 950         |         |
| Miravet                 |            | 799         |         |
| Móra d'Ebre             |            | 5.012       |         |
| Móra la Nova            |            | 3.214       |         |
| Palma d'Ebre, la        |            | 403         |         |
| Rasquera                |            | 898         |         |
| Riba-roja d'Ebre        |            | 1.357       |         |
| Tivissa                 |            | 1.789       |         |
| Torre de l'Espanyol, la |            | 740         |         |
| Vinebre                 |            | 466         |         |